# Диана Габийская
Диана Габийская (фр. La Diane de Gabies) — статуя, изображающая древнеримскую богиню охоты Диану. Мраморное повторение древнегреческого бронзового оригинала статуи Артемиды, которое по традиции приписывают работе выдающегося афинского скульптора поздней классики IV века до н. э. Праксителю. Скульптура хранится в Париже, в Музее Лувра зал 348, Крыло Денон под инвентарным номером Ma 529 (Зал Кариатид).

## История
Статуя была обнаружена в 1792 году шотландским живописцем, скульптором, антикваром и собирателем древностей Гэвином Гамильтоном на территории виллы семьи Боргезе в Габииях (откуда её название), недалеко от Рима. Скульптура вошла в состав знаменитой коллекции антиков семьи Боргезе. Однако в 1807 году, испытывая финансовые трудности, Боргезе продали скульптуру Наполеону Бонапарту. С 1820 года она экспонируется в Лувре.
Статуя «Дианы Габийской» стала очень известной в XIX веке — её гипсовый слепок был помещен в лондонском клубе «Атенеум» (Athenaeum Club, London), мраморная копия скульптуры была среди статуй, изготовленных для украшения центрального двора Лувра, а чугунная отливка украшала фонтан в местечке Грансе-ле-Шато-Нёвель в департаменте Кот-д’Ор. Для любителей искусства и коллекционеров изготавливали уменьшенные копии из терракоты и фарфора. Уменьшённые бронзовые отливки «Дианы Габийской» XIX века производства парижской мастерской Барбедьенн, Фердинанд Ф. Барбедьенна хранятся в разных музеях и частных коллекциях.

## Иконография и атрибуция
Статуя изображает богиню в позе классического контрапоста: вес тела перенесён на правую ногу, но за ней виден ствол дерева (что свидетельствует о реплике бронзового оригинала в хрупком мраморе, в бронзе были излишни подобные подпорки); левая нога, слегка согнутая в колене, отведена назад. На ногах — тщательно выполненные сандалии римского, а не греческого образца. Голова богини слегка повернута вправо, она касается правой рукой броши-заколки на одежде. Её волосы, собранные в пучок, стянуты выше шеи повязкой.
Это произведение атрибутируется специалистами в качестве изображения Артемиды прежде всего из-за её одеяния. На богине — хитон с просторными рукавами, перевязанный двумя поясами: один виден вокруг талии, а другой скрыт — обнажает колено правой ноги и нижнюю часть левой. Богиня изображена как бы примеряющей одежды на себе. Эта тема связана с культом статуи Артемиды Брауронии, существовавшем в Афинах. Краткое упоминание о такой статуе на Афинском акрополе работы Праксителя имеется у Павсания. В Брауроне, у восточного побережья Аттики, находился храм Артемиды Брауронии (Бравронии). В этот храм посвящали одежды умерших при родах женщин, что связано с функцией Артемиды как родовспомогательницы. Во время справлявшегося раз в четыре года праздника Брауроний, одетые в хитоны, выкрашенные шафраном (крокусом, красителем золотистого цвета), они справляли церемонии в честь Артемиды. На этом основании историки искусства считают Диану Габийскую позднейшей репликой статуи Артемиды Брауронии работы Праксителя. Дата прототипа известна точно: 345 г. до н. э. «Пракситель в этом произведении выбирает чисто жанровый, интимно женский мотив… Главное же художественное воздействие статуи покоится на грации её жеста и на тонком колористическом контрасте между гладкой поверхностью тяжёлого плаща и тонких складок хитона из лёгкой ткани». Многие историки искусства также считают Диану Габийскую позднейшей репликой статуи Артемиды Брауронии работы Праксителя.
Голова Дианы напоминает голову статуи Афродиты Книдской и Аполлона Савроктона, оригиналы которых также приписывают Праксителю. Но некоторыми специалистами такая атрибуция была поставлена под сомнение. В IV веке короткий хитон был бы анахронизмом, поэтому статуя скорее может быть скорее отнесена к эллинистическому периоду. Наконец, ещё одна гипотеза сопоставляет Артемиду Брауронию с головой богини из музея Древней Агоры в Афинах, получившей название «Голова Деспини».
Однако Диана из Габий впечатляет высоким качеством пластики и соответствует тому, что принято считать праксителевским стилем.

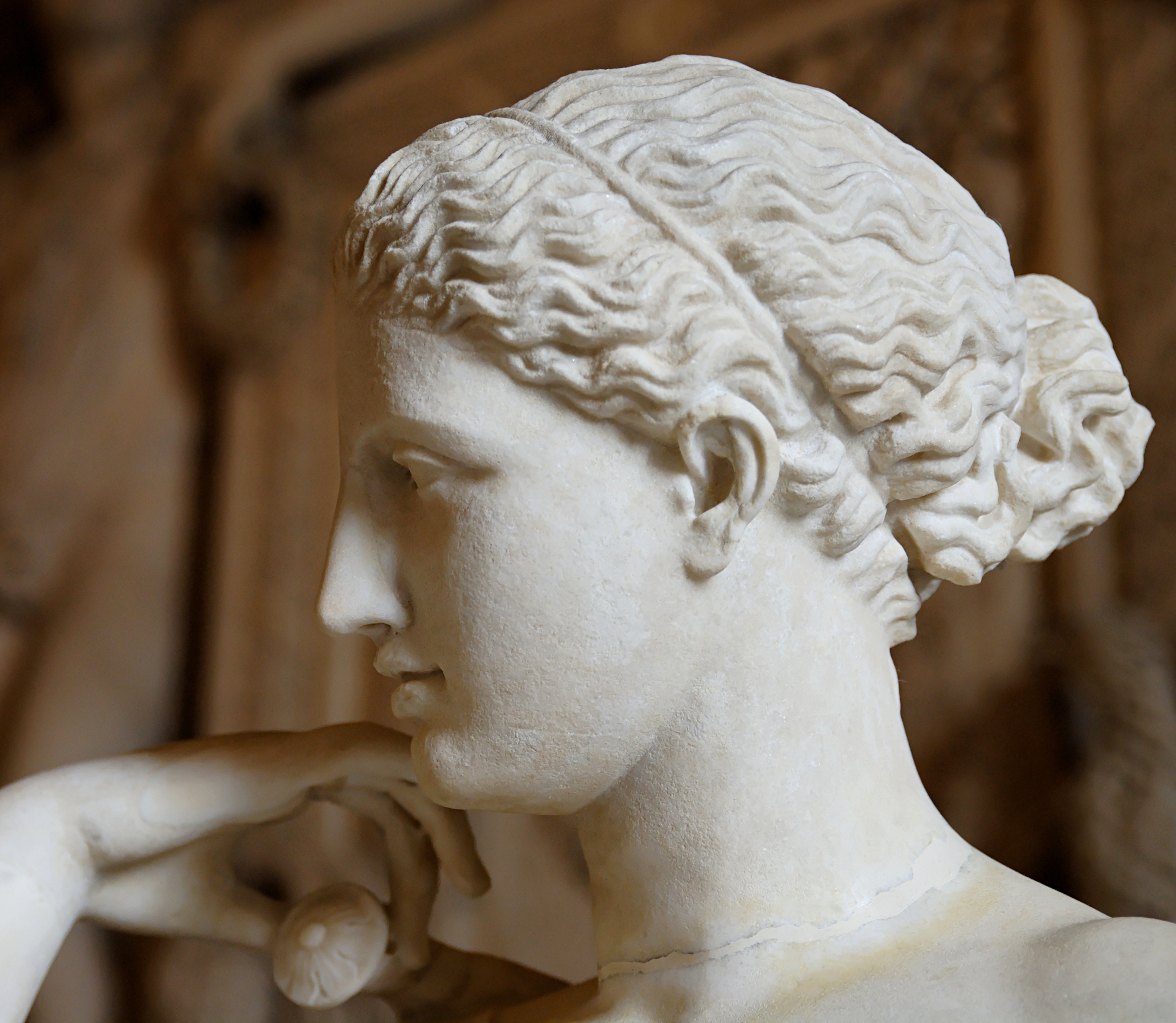
Голова Дианы в профиль
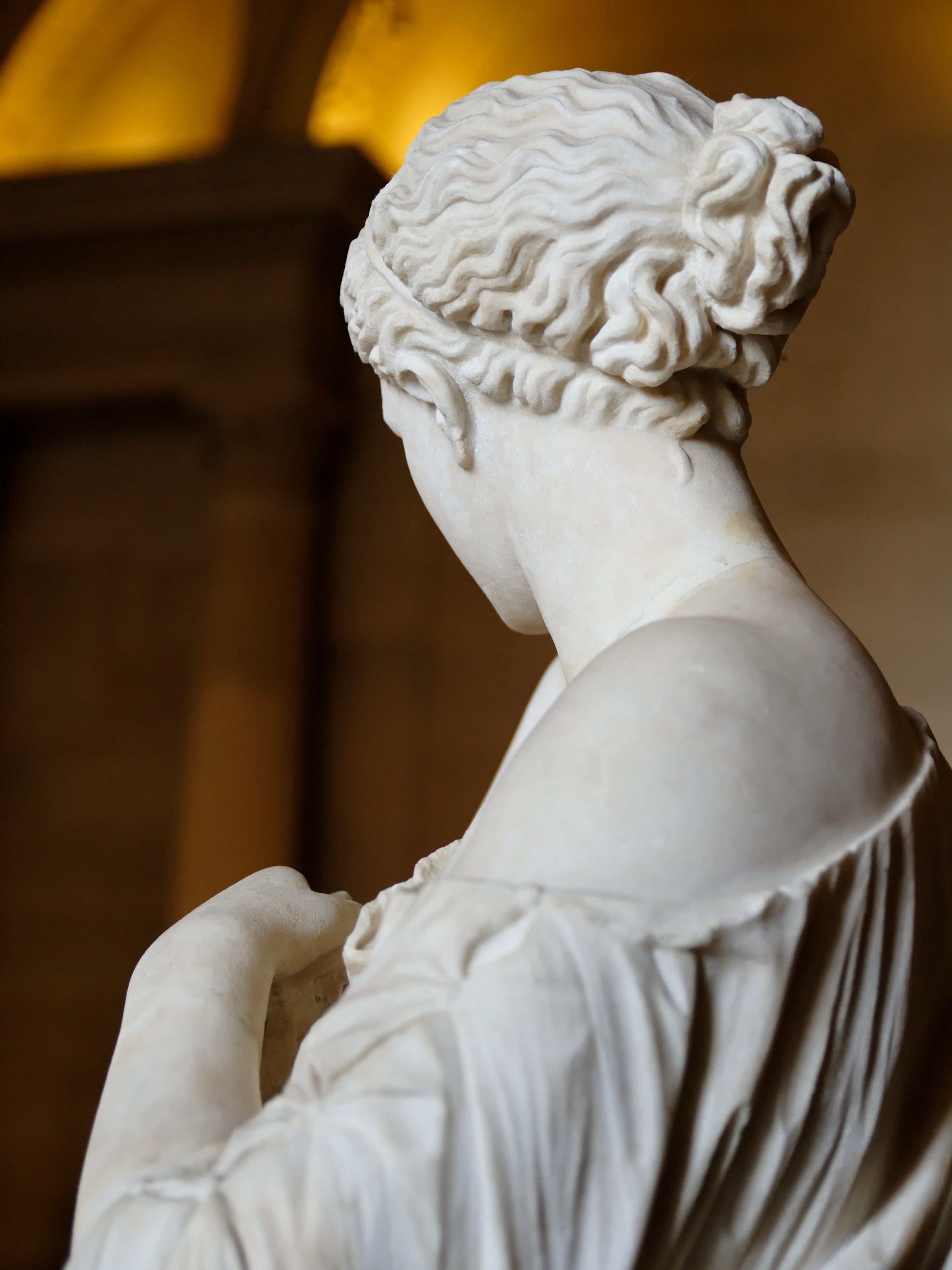
Причёска
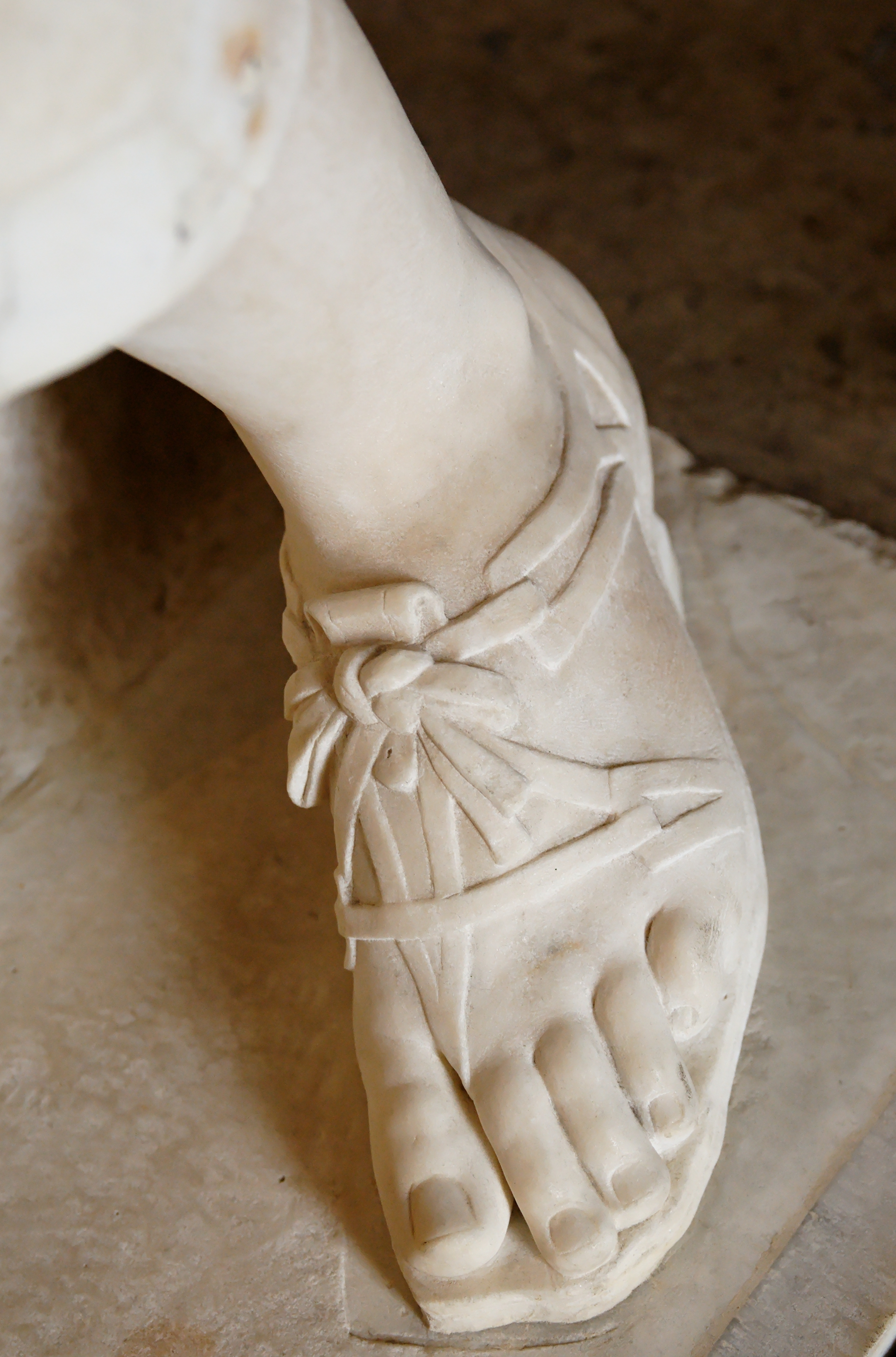
Сандалия на левой ноге